# Maria Alice Barreto
Maria Alice Barreto (Florianópolis, 23 de novembro de 1930 - Florianópolis, 28 de setembro de 2010) foi uma cantora, locutora, radioatriz e dubladora brasileira.
Começou a trabalhar como radioatriz e locutora na rádio Guarujá, em 1950.
Em 1955, transferiu-se para a Diário da Manhã e, no fim daquele ano, fez testes para as rádios Nacional e Mayrink Veiga, do Rio de Janeiro. Foi aprovada em ambas, mas preferiu a primeira, onde permaneceu até 1964. Nessa mesma época, destacou-se também como dubladora, emprestando sua voz às protagonistas dos longa-metragens de Walt Disney: Branca de Neve, a princesa Aurora em A Bela Adormecida e a cadela Prenda em 101 Dálmatas.
Em 1990, retornou a Florianópolis.